# Haz (botánica)

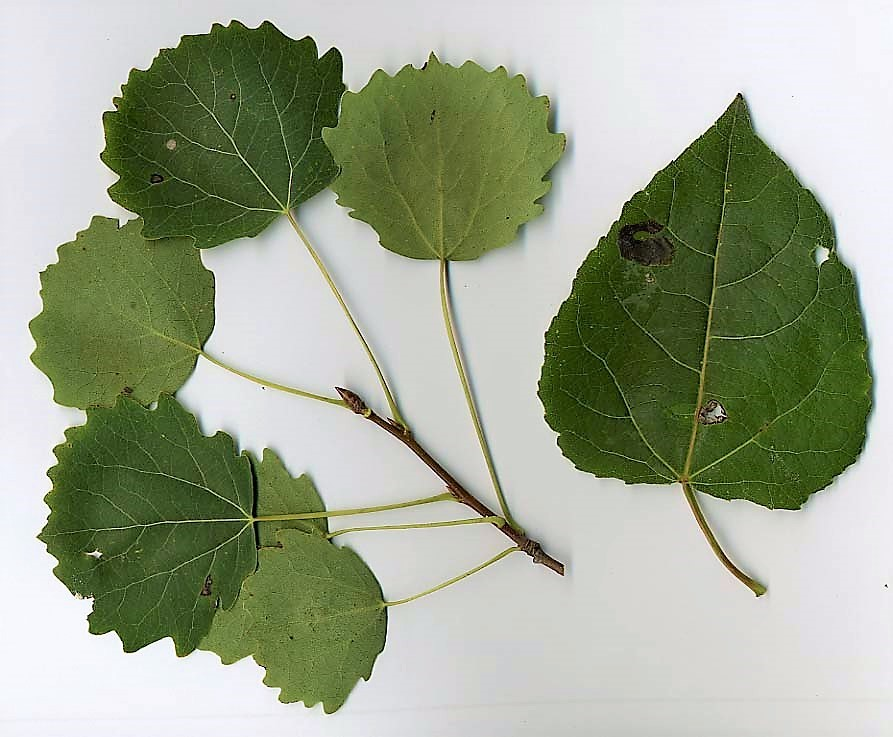
Hojas de álamo temblón (Populus tremula). En este caso, como en otros muchos, se distingue el haz porque es más oscura que el envés.

En botánica se llama haz a la cara superior o cara adaxial del limbo de la hoja de una planta. Se diferencia del envés en que por lo general no posee estomas, tiene una cutícula algo más gruesa y posee menor abundancia de tricomas. Su color suele ser más oscuro que el del envés (como máximo pueden llegar a ser del mismo color).
El término es de género gramatical femenino (el haz glabra) y no debe confundirse con el conjunto de vasos (haz vascular), que es masculino.